# Pearsonspitsmuis
De pearsonspitsmuis (Solisorex pearsoni)  is een zoogdier uit de familie van de spitsmuizen (Soricidae). De wetenschappelijke naam van de soort werd voor het eerst geldig gepubliceerd door Thomas in 1924.

## Voorkomen
De soort komt voor in Sri Lanka.